# Zack et Wiki : Le Trésor de Barbaros
Zack et Wiki : Le Trésor de Barbaros est un jeu vidéo d'aventure à énigmes de type pointer-et-cliquer développé par Capcom sur Wii en 2007. Le jeu est sorti le 25 octobre 2007 au Japon, le 23 octobre 2007 aux USA et le 18 janvier 2008 en Europe.

## Système de jeu
Zack et Wiki est un jeu d'aventure à la troisième personne. Le joueur contrôle le personnage de Zack à l'aide de la télécommande Wii. Il est possible de pointer l'écran à l'aide d'un curseur mobile pour s'emparer d'objets ou parcourir le niveau. Les ennemis peuvent être transformés en items utilisables en secouant Wiki, le compagnon de Zack, comme une cloche. Lorsque Zack utilise un objet, le jeu bascule à un affichage à la première personne et le joueur doit alors mimer l'utilisation de l'objet à l'aide de la télécommande Wii (couper du bois avec une scie, ouvrir un parapluie, utiliser une pince...). L'exécution de ces actions est récompensée par des points dont le montant dépend de la qualité de l'exécution.

## Accueil

### Critique
Les critiques à l'égard de Zack et Wiki se sont dans l'ensemble montrées élogieuses. Le jeu affiche une moyenne agrégée de 85,98 % sur le site GameRankings sur 62 tests.
- 1UP.com : A[2]
- Adventure Gamers : 3/5[3]
- Eurogamer : 8/10[4]
- Famitsu : 33/40[5]
- Gamekult : 8/10[6]
- GameSpot : 8,5/10[7]
- IGN : 9/10[8]
- Jeuxvideo.com : 16/20[9]

Le jeu est cité dans Les 1001 jeux vidéo auxquels il faut avoir joué dans sa vie.

### Ventes
Malgré un démarrage plutôt lent, les ventes ont atteint 300 000 exemplaires le 6 février 2008.